# Gare de Menton
Ne doit pas être confondu avec Gare de Menton-Garavan.
La gare de Menton est une gare ferroviaire française de la ligne de Marseille-Saint-Charles à Vintimille (frontière), située à proximité immédiate du centre-ville de Menton, dans le département des Alpes-Maritimes, en région Provence-Alpes-Côte d'Azur.
Elle est mise en service, en 1869, par la Compagnie des chemins de fer de Paris à Lyon et à la Méditerranée (PLM). C'est une gare de la Société nationale des chemins de fer français (SNCF), desservie par des trains TER Provence-Alpes-Côte d'Azur.

## Situation ferroviaire
Établie à 16 m d'altitude, la gare de Menton est située au point kilométrique (PK) 248,586 de la ligne de Marseille-Saint-Charles à Vintimille (frontière), entre les gares de Carnolès et de Menton-Garavan.

## Histoire
Une convention autorisant le passage de la voie ferrée de la Compagnie des chemins de fer de Paris à Lyon et à la Méditerranée (PLM), sur le territoire monégasque, est signée le 2 février 1861. Les travaux débutent en 1864 ; les ouvriers doivent faire face au relief difficile, nécessitant la création de murs de soutènement à flanc de montagne, le long du cap Martin (côté Monaco), le percement de tunnels et la construction de ponts au-dessus du Gorbio, du Borrigo et du Careï.

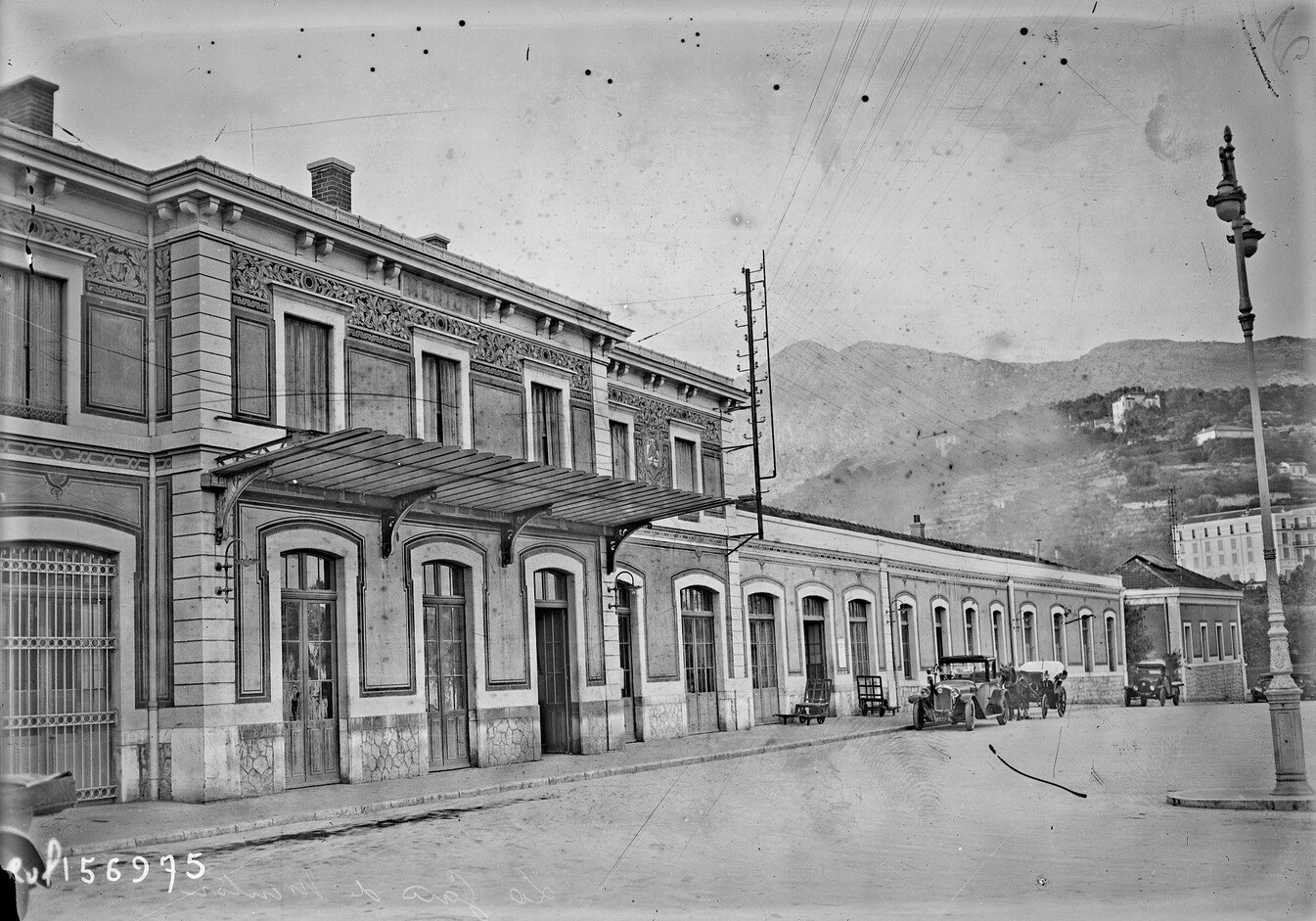
La gare, en 1931.

Le 18 novembre 1869, la section de 19 km entre Monaco et Menton est réceptionnée ; les installations sont conformes. Le PLM va pouvoir commencer l'exploitation du tronçon. La compagnie le met en service le 6 décembre 1869. À cette époque, la ligne est encore à voie unique. L'accident de Saint-Roman, le 10 mars 1886, va provoquer un changement majeur pour la poursuite de l'exploitation, la mise à double voie étant décidée ; elle est effective à partir de 1890.
À l'occasion de l'électrification de la ligne entre Cannes et Vintimille, un nouveau bâtiment voyageurs est inauguré en 1969. La gare fait d'ailleurs l'objet de travaux de rénovation en 1972.
Le TGV a cessé de desservir Menton en 2020.
Entre 2022 et 2024, d'importants travaux sont réalisés dans la gare et aux abords (construction d'un parking souterrain, recouvert d'un parvis arboré, et liaison avec la gare routière, tandis que le bâtiment voyageurs et les quais ont été rénovés), pour un coût de 20 millions d'euros. Le but du chantier est de créer un pôle d'échanges.

## Fréquentation
De 2015 à 2023, selon les estimations de la SNCF, la fréquentation annuelle de la gare s'élève aux nombres indiqués dans le tableau ci-dessous.
| Année                      | 2015      | 2016      | 2017      | 2018      | 2019      | 2020      | 2021      | 2022      | 2023      |
| -------------------------- | --------- | --------- | --------- | --------- | --------- | --------- | --------- | --------- | --------- |
| Voyageurs                  | 1 573 073 | 1 612 481 | 1 846 053 | 1 704 152 | 1 935 727 | 1 106 504 | 1 334 327 | 1 838 470 | 2 393 036 |
| Voyageurs et non voyageurs | 1 966 341 | 2 015 602 | 2 307 566 | 2 130 190 | 2 419 659 | 1 383 130 | 1 667 908 | 2 298 088 | 2 991 295 |

## Service des voyageurs

### Accueil

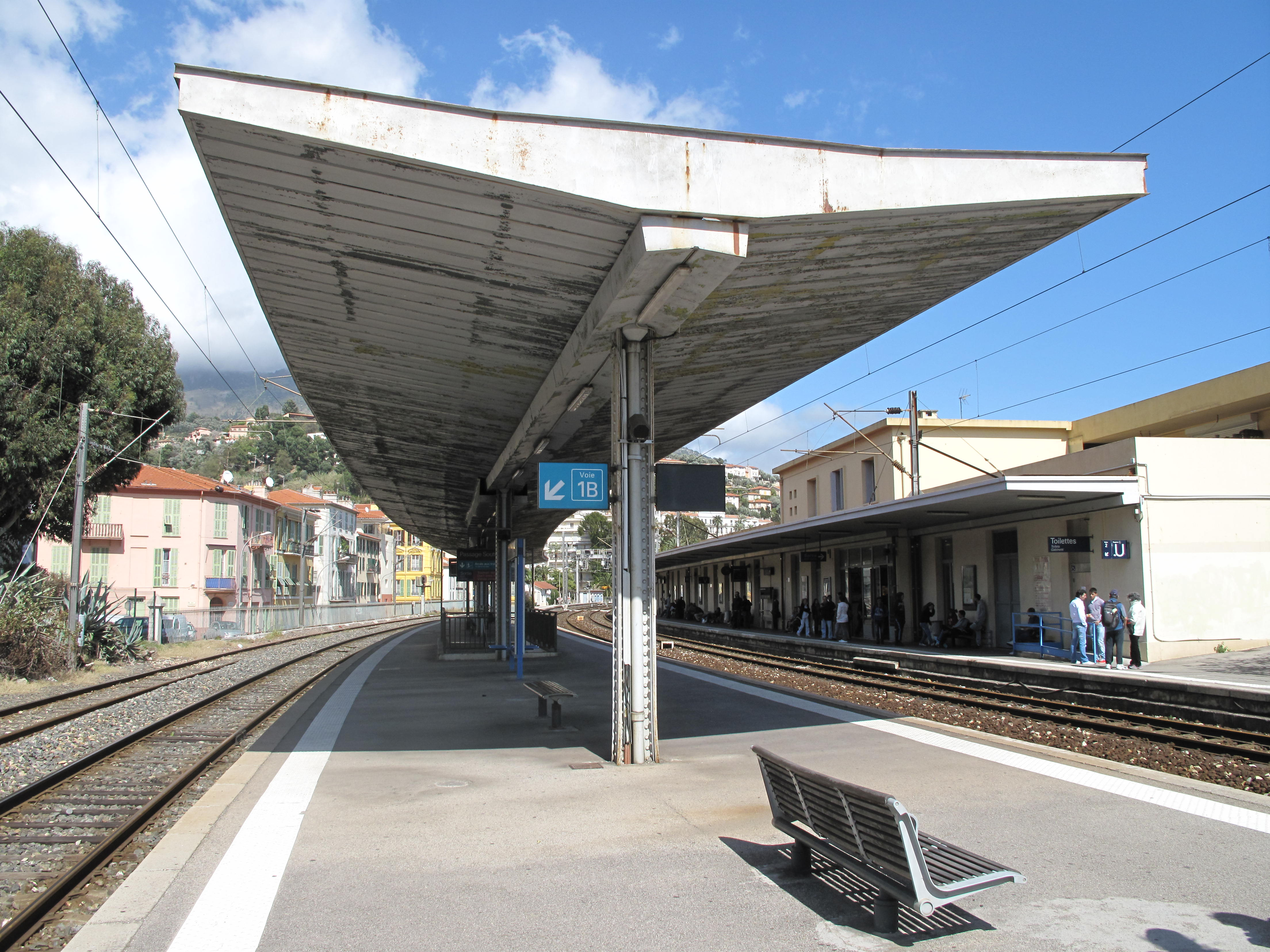
Quais et voies.

Gare de la SNCF, elle dispose d'un bâtiment voyageurs, avec guichet, ouvert tous les jours. Elle est équipée d'automates pour l'achat de titres de transport et d'une salle d'attente. Une boutique de presse est installée dans le hall.
La gare dispose de deux quais (un latéral et un central), desservis par trois voies (1, 2 et 1B).

### Desserte
La gare est desservie par des trains régionaux du réseau TER Provence-Alpes-Côte d'Azur.

### Intermodalité
La gare est desservie par des autobus du réseau de la communauté d'agglomération de la Riviera française (Zest), par l'intermédiaire de l'arrêt Gare SNCF, avec les lignes 5, 7, 10, 24 et La Navette.
Par ailleurs, la gare routière (située à environ 400 m de la gare ferroviaire) est également desservie par des autobus (réseau urbain Zest), mais aussi par des autocars (réseau régional Zou !).